# Marcelle Bittar
Marcelle Bittar de Almeida (Guarapuava, Paraná, 5 de maio de 1982) é uma modelo e apresentadora de televisão brasileira.
Natural de Guarapuava, Paraná e de ascendência libanesa, Marcelle é modelo desde os 17 anos, quando mudou-se para os Estados Unidos, onde tornou-se uma das modelos mais requisitadas do mercado. Em 1996 Marcelo Germano convidou Marcelle e  a inscreveu num concurso da agência Mega Model, e logo a jovem foi morar em São Paulo, onde fez grande sucesso. Já trabalhou para a Chanel, Givenchy, Balenciaga, Ungaro e Yves Saint Laurent, que em temporada recente pediu exclusividade e impediu que a modelo desfilasse em Paris.
Dividia apartamento em Nova Iorque com a amiga e também modelo brasileira Caroline Bittencourt. No exterior, trabalhou para a Chanel, Givenchy, Balenciaga, Ungaro e Yves Saint-Laurent
No Brasil,  estrelou campanhas de Alexandre Herchcovitch, Ellus, Vide Bula, M.Officer, Maria Bonita, Zoomp, Arezzo. Lá fora, inclui no currículo campanhas para Armani, Salvatore Ferragamo, Carolina Herrera, Hugo Boss e Dolce & Gabbana.
Atualmente apresenta o programa + Moda pela Record Rio. Em 2010, trabalho no canal E! apresentado o programa E! Fashion Week, mostrando os bastidores e acontecimentos no mundo da moda na semana do São Paulo Fashion Week (SPFW).